# Saint-Jacques-sur-Darnétal
Saint-Jacques-sur-Darnétal là một xã thuộc tỉnh Seine-Maritime trong vùng Normandie miền bắc nước Pháp.

## Dân số
| 1962                                            | 1968 | 1975 | 1982 | 1990 | 1999 | 2006 |
| ----------------------------------------------- | ---- | ---- | ---- | ---- | ---- | ---- |
| 1110                                            | 1175 | 1561 | 2040 | 2407 | 2492 | 2633 |
| Starting in 1962: Population without duplicates |      |      |      |      |      |      |